# William Kiplagat
Pour les articles homonymes, voir Kiplagat.
William Kiplagat est un athlète kenyan spécialiste de l'épreuve du marathon, né le 21 juin 1972.
Il court sa meilleure performance en 1999 en 2 h 06 min 50 s, au marathon d'Amsterdam, qu'il termine à la troisième place. Il a remporté deux marathons, Rotterdam en 2003 et Séoul en 2005.
Aux championnats du monde de 2007, il termine à la huitième place.

## Palmarès

### Championnats du monde
- Championnats du monde d'athlétisme de 2007 à Osaka ( Japon) 
  - 8e sur le marathon

## Sources
- (en) Cet article est partiellement ou en totalité issu de l’article de Wikipédia en anglais intitulé « William Kiplagat » (voir la liste des auteurs).